# Dramatismen
Dramatismen är en analytisk kommunikationsteori skapad av Kenneth Burke som ett verktyg för att studera mänskliga relationer och mänskliga motiv. Burke uppfattade våra liv i relation till dramat, där vi som människor konstruerar och framställer budskap som stämmer överens med hur ett skådespel utgörs. Burke menade att det främsta motivet för retoriken är att rensa skuld. Han uppfattade skuld som grunden för våra känslor och motivet till vårt handlande. Analysmetoden har använts och populariserats inom flera akademiska områden såsom i retoriken, sociologin, psykologin och antropologin .
De mest centrala koncepten inom dramatismen är den dramatistiska pentaden, terministic screen och identifikation.

## Bakgrund och tolkningar

### Bakgrund
Dramatismen fick sin födelse under världskrigen. Burke observerade hur diktatorer – som Hitler, Mussolini, Franco, Stalin och Mao – använde strikt kontroll av media för att utöva makt över sina respektive länders befolkning. Även företags och massmedias försök till att övertyga massorna var enligt Burke bekymrande. Han strävade efter att skapa en strategi för att orientera sig i flödet av intryck som användes för att övertyga befolkningen.

### Dramatismen och Aristoteles
Burke medgav själv att hans teori inte är fullständigt unik och likheter går att finna med andra teorier.
Burkes teori skulle kunna förstås som en modernisering av Aristoteles begrepp från Om diktkonsten. I det litterära verket namnger Aristoteles bland annat många av de funktioner vi finner i en vanlig berättelse, exempelvis dess handling, karaktärer, skådespel, dialog och koncept. Burke gav dessa delar de nya namnen handling, aktör, scen, medel och avsikt, vilka kom att utgöra de fem elementen inom den dramatistiska kritiken, även känd som pentadanalysen.
En annan tolkning är att dessa är hämtade från Aristoteles ‘’fyra orsaker’’. Aristoteles skrev att vi inte kan ha vetskap om ett ting förrän vi har förstått dess orsak. Orsakerna delades upp i materia, form, aktör och avslut. Burkes begrepp kan uppfattas som parallella med Aristoteles: den materiella orsaken med scenen; formorsaken med handlingen; aktörorsaken med aktör; avslutsorsaken med avsikt (där medlet utgör en underkategori).

## Huvudsakliga koncept

### Den dramatistisk pentaden
Den dramatiska pentaden är en metod som används för att finna olika perspektiv för att förstå varför människor agerar som de gör i en given situation. När vi väl förstår ett perspektiv så kan vi också förstå motivet bakom ett handlande. Burke uppmuntrar därför att se på språket utifrån dess strategi snarare än dess sanningsvärde. Den dramatistiska pentaden består av fem centrala delar: handling, aktör, scen, medel och avsikt. Av dessa begrepp så är handlingen den mest centrala, eftersom handlingens existens beror på de övriga delarna. En handling kräver en aktör som utför handlingen, aktören behöver en scen att agera i eller på, medel för att fullfölja sin handling och en avsikt som motiverar till handlingen.

### Terministic screen
Dramatismen föreslår att människors val av språk fungerar som en terministic screen, det vill säga en skärm bestående av vår valda terminologi. Burke använde denna teori för att antyda att vårt språk inom all diskurs kan användas som ett filter och skärma av olika verklighetsuppfattningar från varandra. Han hävdade att om vårt språk ska uppfattas som en reflektion av en verklighet, så är det också följaktligen en selektion av sagd verklighet och därav en deflektion av andra verkligheter.
Ett exempel är politisk diskurs: En politisk grupp kommer ha en viss uppfattning av en situation, vilket medför att de väljer ett språkbruk som främjar deras position och ändamål. Språkbruket medför en opposition som anser att den tidigare gruppens språkbruk inte är representativ för deras uppfattning. 

### Identifikation
Inom den dramatistiska modellen är identifikation det främsta medlet för att uppnå övertygelse. Burke ansåg att det inte är välkonstruerade argument som leder folk till övertygelse utan en bakomliggande process baserad på identifikation mellan grupper och individer. Burke medgav dock att identifikation är en ‘’kompensation för uppdelning’’. Den dramatiska modellen tog också i åtanke att för varje ‘’vi’’ så skapades det även en uppdelning, det vill säga även ett ‘’dem’’. Uppdelningen riskerar att leda till en konfliktrelation mellan parterna, exempelvis så skulle en individ som identifierar sig med Aristoteles filosofi (Aristotelismen) kunna hamna i konflikt med en anhängare till sofismen.